# Chuột cống kangaroo khổng lồ
Chuột cống kangaroo khổng lồ (danh pháp hai phần: Dipodomys ingens) là một loài chuột thuộc Chi Chuột nhảy hai chân. Đây là loài đặc hữu California.
Chuột cống kangaroo khổng lồ là một trong hơn 20 loài chuột, chuột túi là thành viên nhỏ của họ động vật gặm nhấm. Chuột cống kangaroo khổng lồ là lớn nhất của những con chuột cống kangaroo, có chiều dài 15 cm, không bao gồm đuôi dài có búi. Nó có màu nâu vàng hoặc màu nâu. Giống như các con chuột cống kangaroo khác, nó có một cái đầu lớn và đôi mắt lớn và mạnh mẽ, đôi chân dài chân sau đó nó có thể nhảy ở tốc độ cao.
Chuột cống kangaroo khổng lồ sinh sống ở các đồng cỏ khô, cát và đào hang hốc trong đất xốp. Nó sống ở thuộc địa, và các cá nhân giao tiếp với nhau bằng tiếng động do đôi chân của nó nện trên mặt đất. Tín hiệu của tiếng đạp chân này từ một tiếng ngắn, đơn đến tiếng dài với 100 nhịp với tốc độ 18 nhịp mỗi giây. Những tín hiệu âm thanh có vai trò như là một cảnh báo nguy hiểm đến gần, hoặc như là một tuyên bố chủ quyền lãnh thổ, và thông báo tình trạng giao phối.